# Jan Čejka
Jan Čejka (Pardubice, 29 de mayo de 2001) es un deportista checo que compite en natación. Ganó una medalla de oro en el Campeonato Mundial Junior de Natación de 2019, en la prueba de 50 m espalda, y dos medallas en el Campeonato Europeo Junior de Natación de 2019, oro en 200 m espalda y bronce en 100 m espalda. Čejka participó en los Juegos Olímpicos de Tokio 2020, completando los 100 m espalda obteniendo el lugar 30 con un tiempo de 54.69 segundos.